# تيم براون (لاعب كرة قدم)
تيم براون (بالإنجليزية: Tim Brown) (و. 1966  م) هو لاعب كرة قدم أمريكية، من الولايات المتحدة، ولد في دالاس، تكساس، يلعب كمستقبل واسع ‏.

## التعليم
تعلم في ثانوية وودرو ويلسون ‏.

## جوائز
حصل على جوائز منها:
- قاعة مشاهير محترفي كرة القدم.

## روابط خارجية
- تيم براون على موقع إي إس بي إن.كوم (أن.أف.أل)3
- تيم براون على موقع مرجع كرة القدم المحترفة.كوم (الإنجليزية)